# 越南共產黨第十次全國代表大會
越南共產黨第十次全國代表大會（越南语：／，簡稱越共十大）於2006年4月18日至25日在越南河內巴亭會堂召開。出席大會的代表1,176名，代表全國300萬名黨員。根據2006年1月越共九屆十三中全會的決定，越共第九屆中央政治局有8名委員需在本屆黨代會上退休，但該決定在政治局內外都受到質疑。另外，本屆黨大會首次以差額推薦的方式調查大會代表支持的總書記人選，而由於黨章規定，直至大會閉幕，十屆一中全會召開後，農德孟才連任總書記。
越共黨代會選舉方式的改變增強了黨內民主和中央委員的決策權，同時削弱了政治局在黨代會、中央委員會休會期間行使黨內最高權力的功能。大會通過了越南社會主義共和國第八個五年計劃，提出到2020年令越南脫離發展中國家行列，成為現代工業國家的目標，同時容許部份黨員從事私人經濟活動。大會公報則提出要革新社會主義定向市場經濟體制、打擊政治腐敗，同時堅持馬克思列寧主義和社會主義目標。

## 籌備工作
越共十大的人事交替工作由大會召開前越南共產黨第九屆中央委員會成立的十大人事小組主導。2005年8月，越共召開九屆十二中全會，為人事小組的工作訂立下列兩項工作原則：
1. 考慮各中央委員候選人是否擁有相稱的政治資格和「高尚」品格；
2. 為社會上各界別、各群體合理分配中央委員名額，以保障黨對各領域的全面控制權。

小組成立後，兼任小組組長的越共中央總書記農德孟便和越共中央組織部部長陳庭歡緊密合作，準備十屆中央委員的提名名單。九屆十二中全會閉幕後，人事小組就開始與主要的黨內機構和幹部討論越共十大的人事安排，徵詢過中央檢查委員會（負責調查黨員違紀案件）、第九屆中央政治局全體委員，以及黨內元老，如原越共中央總書記杜梅、前國家主席黎德英、武元甲大將、前中組部部長阮德心等人士、機構的意見後，他們便根據上述的討論，制定了中央委員提名名單，交付第九屆中央委員會審議。2006年1月，越共九屆十三中全會對提名名單作出了數項修訂，如決定讓8名政治局委員（全14人）退休，完成越共政治局自成立以來規模最大的新老交替。雖然中央委員會的投票結果被官方視為「調查」結果，沒有約束力，但許多人都相信上述8人會退休，而不會留任。令一些人感到意外的是，國會主席阮文安、中央書記處常務書記（實際上的副總書記）潘演和中組部部長陳庭歡都在該次中全會上決定退休，或被中央委員要求退休——據傳潘演、陳庭歡是農德孟的親信，阮文安則被視為在2011年越共十一大上接替農德孟，擔任總書記的有力候選人。
當時部分黨內高層認為農德孟不能駕馭黨內鬥爭，又認為自2001年他首次當選總書記以來，越南改革步伐過慢，令越南的發展速度追不上中國和其他國家，所以希望撤換農德孟，由一個強勢領袖取而代之。農德孟的兒子農國俊在2005年3月當選越南青年聯合會主席，自動獲得越共十大的代表資格，而當交通運輸部第18项目管理委员会的工作人員挪用公款時，農德孟的女婿正在上述委員會任職，其親信陶庭平則擔任交通運輸部部長，事後涉事官員沒有被重罰，交通運輸部副部長阮越進還獲提名為十屆中央委員，上述種種事件都令這些高層認為農德孟任人唯親，在黨政機關和社會團體安插黨羽，不適合領導黨和國家。另一方面，有高級幹部認為他小心謹慎的作風能夠充分容納黨內各派（包括保守派）的觀點，減低和平演變的風險。而且農德孟自上任總書記以來，既沒有犯過嚴重錯誤，也沒有下台的意願，這兩點都有利他尋求連任。
黨內元老中，武文傑、武元甲等人認為農德孟應該下台——前者能接受胡志明市市委書記阮明哲擔任總書記，後者則在一次聚會中和原越共中央總書記黎可漂一同要求農德孟辭職並退出中央委員會，但被對方拒絕。杜梅和黎德英則支持農德孟連任。另一方面，他們4人都同意讓阮文安留任政治局委員。有說即將退休的政府總理潘文凱支持阮文安競逐總書記一職，甚至計劃在十大期間親自提出這一項議程。另外，武文傑曾向九屆十一中全會提出下列建議，為政治生態注入活力，如：
1. 授權黨代會代表選舉總書記、中央檢查委員會委員，以及決定議事日程上的所有事項；
2. 把中央委員的人數削減四分之一至三分之一；
3. 在黨代會閉幕後盡快（而非閉幕後一年）舉行國會會議，選出新一屆國家領導人；
4. 黨內投票改以不記名投票方式進行；
5. 容許普通黨員參加中央委員選舉；
6. 合併總書記和國家主席兩項職務。

結果在2005年1月召開的九屆十一中全會中，中央委員僅同意提早召開國會，選舉國家領導人，其餘建議則一概予以否決。
2006年3月，越共舉行九屆十四中全會，會上政治局建議農德孟轉任國家主席，並提出讓阮文安和潘演留任政治局委員，這樣潘演便能以中部人的身分擔任主要政治職位。不過中央委員經由正式投票維持十三中全會的「調查」結果，否決政治局提出的方案。4月14日至16日召開的九屆十五中全會則通過容許黨代會代表團提名其他人參選中央委員，並決定打破同額競選的往例，改以差額推薦的形式推選總書記、總理和國會主席，而「落選」總書記者將獲提名為國家主席。會上又通過由農德孟和阮明哲競逐總書記一職，由常務副總理阮晉勇和財政部部長阮生雄競逐總理一職，由河內市委書記阮富仲和中央經濟部部長張晉創競逐國會主席一職。

## 代表
越共十大代表根據越共的工作章程選出，共有1176人，當中146人（12.37%）為越共九屆中央委員；有1025人（86.87%）由省市、地方的中央直屬黨部選出；有9個人（0.76%）是海外黨部的代表。與會女代表共136人（11.56%），少數民族代表154人（13.10%）。十大代表中，有18人（1.53%）獲頒人民武裝力量英雄稱號，有7人（0.60%）獲頒勞動英雄稱號，有4人（0.34%）獲頒人民教師稱號，有13人（1.11%）獲頒優秀教師稱號，有4人（0.34%）獲頒優秀醫師稱號，有27人（2.30%）獲頒40週年黨齡紀念章，有2人（0.17%）獲頒50週年黨齡紀念章。81.29%的代表擁有大專學歷，96.52%的代表已經修畢政治培訓班，獲頒學士學位，另外還有16.59%的代表擁有哲學博士學位，或擔任（助理）教授。十大代表的平均歲數為52.92歲，最年輕的代表是30歲的丁輝（Đinh Huy），最年長的代表是77歲的杜光興（Đỗ Quang Hưng）。

## 經過

### 政策決議
經濟方面，大會提出要繼續推動國家工業化、現代化，積極融入國際經濟（越南於2006年加入世界貿易組織），同時把未來5年越南的國內生產總值增長率目標設定為7.5%－8%，目標是到2010年把國內生產總值提升到2000年水平的2.1倍，到2020年令越南脫離發展中國家行列，成為現代工業國家。為了達成上述目標，大會通過了第八個五年計劃（全名《2006—2010年5年經濟社會發展計劃》），列出了生產力，基礎設施建設等領域的工作目標。大會又強調要改良社會主義定向市場經濟體制、繼續建設農業、工業、服務業等產業，金融市场、房地产市场，發展国有经济、集体经济、私人经济多種經濟成份。大會作出了一項具爭議的決定，准許黨員從事私人經濟活動，打破了馬克思主義中的剝削理論。大會還表示要推動海洋經濟，同時提升教學質素和科技水平，大力培訓人才。
黨建工作方面，大會表示要堅持馬克思列寧主義、堅持社會主義路線，同時提升黨和黨員的領導能力，維繫黨和群眾的關係。大會又回應了反腐倡廉的訴求，強調要打擊政治腐敗，重建黨的管治威信——農德孟形容貪腐問題關係到越南社會主義制度的存亡。在大會閉幕之際，農德孟形容大會代表通過的政治報告、黨建工作報告和黨章修正案凝聚了全黨、全民的智慧和意志，深入總結了20年革新開放的理論和實踐經驗，令越南能夠在目前的革命階段繼續改善革新開放思想路線。

### 人事任命
參加第十屆中央委員會選舉的候選人共有207人，其中174人由第九屆中央委員會提名，31人由代表團提名，2人為自薦候選人。結果大會選出160名中央委員，當中81人（52.5%）連任中央委員，另外79人（47.5%）為新任中央委員。得票最高者獲得97.88%的選票，得票最低的當選者則獲得63.41%的選票。全國各省市（得農省除外）都有幹部成功當選中央委員。在本屆選舉中，有6名部長競逐連任但意外落選，二、外交部沒有官員當選中央委員，只有國際組織司司長范平明能當選候補委員。所有由代表團推薦或自薦的候選人都未能當選中央委員，但他們是否當選候補委員則不得而知。和第九屆中央委員會比較，在第十屆中央委員會中，黨和國家領導人、地方領導官員、以及國防、公安、群眾組織的代表比之前多，主管資訊、社會文化、經貿等事務的官員則比之前少。
大會進行期間，黨內有意見認為大會代表應該直接選舉總書記和中央檢查委員會主席，該主張獲得部分自主權較大的傳媒（如《年輕人報》、越南快訊），甚至阮德心的支持。而在中央委員結束後，大會應上述要求進行了一次史無前例的調查，以決定下一任總書記的人選，但根據黨章，總書記須由中央委員會選出，因此上述的調查結果並非正式的選舉結果。候選人方面，其中一個說法表示參加調查的「候選人」有農德孟、阮明哲、阮文安和阮富仲，阮文安自知不會當選中央委員，沒有資格加入政治局，便退出競選，結果農德孟以大比數勝出，遠遠拋離阮明哲和阮富仲。另一個說法則表示所有1176名代表都獲發一張列有第十屆越共中央委員姓名的名單，他們需挑選一人，在調查中獲最多人挑選的中央委員將獲提名為總書記，這也是農德孟在大會閉幕後舉行的記者會上提出的說法。大會閉幕後，越共隨即在在4月25日召開十屆一中全會，選出新一屆中央領導機構成員。官方傳媒報導，農德孟和阮明哲在會上獲提名為總書記，之後阮明哲按黨內傳統退選，結果農德孟當選總書記，而阮明哲則於3個月後當選國家主席。也有傳聞稱農德孟只是險勝對手，但他否認這個說法。一中全會還選出了新一屆政治局委員和書記處書記，第十屆政治局由14人組成，其中5人兼任書記處書記，第十屆書記處則由8人組成。政治局中以農德孟總書記排名最高，排名第二的是公安部長黎鴻英——根據學者許大衛（David Koh，音譯）接觸到的一個說法，當屆政治局委員的排名可能是根據他們在政治局委員選舉的得票率而決定。
許大衛留意到第九屆政治局接受九屆十三中全會的「調查」結果，得票率最高的5名政治局委員最後都能擔任包括中央書記處常務書記在內的5個主要領導職務，而得票過低或超齡的政治局委員也如期退休。據他觀察，越共十大人事選拔程序在本質上變化不大，但在形式上卻有巨大的轉變，這樣做令中央委員會掌握人事任免和制定政策的功能，加強了中央委員會的集體決策權，也削弱了部分高級黨員干預人事任命的能力，可說是推動黨內民主的改革措施。

## 註解
1. ↑  包括阮文安、潘文凱、潘演、陳庭歡、國家主席陳德良、國防部長范文茶、中央思想文化部部長阮科恬和國會副主席兼中央民運部部長張光得。當中部分人為自願退休，部分人為被迫退休[4]。
2. ↑  據異見人士裴信指出，越共本來不計劃召開九屆十五中全會，而潘文凱、阮文安和阮明哲則認為政治局不應該就此結束十四中全會上關於人事安排的討論，並希望將上述事項交由九屆十五中全會審議。
3. ↑  2006年7月，越共召開十屆三中全會，通過《關於黨員從事私人經濟的決定》，規定只有任職私人企業的黨員可以從事私營經濟活動，而他們則須遵守黨和國家的法律規例。民營企業家則仍然不得入黨。
4. ↑  連任失敗的部長包括內務部部長杜光中、教育培訓部部長阮明顯、衛生部部長陳氏忠戰、郵電部部長杜中校、水產部長謝光玉、政府總監察長郭黎清[18]。越共九屆十三中全會決定讓陳庭歡退休後，杜光中曾是加入政治局，接任中組部長的人選，因此他的落選最令人感到錯愕[18]。

## 註腳
1. ↑  人民日報 2006.
2. 1 2  Koh 2008，第651頁.
3. ↑  Koh 2008，第652頁.
4. 1 2 3  Koh 2008，第653頁.
5. ↑  Koh 2008，第652–653頁.
6. 1 2  Koh 2008，第655-656頁.
7. 1 2  Koh 2008，第658頁.
8. 1 2 3  Koh 2008，第656頁.
9. ↑  Koh 2008，第660–661頁.
10. ↑  Koh 2008，第661頁.
11. 1 2  Koh 2008，第662頁.
12. 1 2  SGGP 2006.
13. ↑  Anh Thi 2006.
14. 1 2 3 4  黄海敏 2006.
15. ↑  AFP 2006.
16. 1 2  Thayer 2007，第383頁.
17. ↑  Báo SGGP 2006.
18. 1 2 3  Koh 2008，第663頁.
19. ↑  Luong 2007，第172頁.
20. ↑  Luong 2007，第173頁.
21. 1 2 3  Koh 2008，第664頁.
22. ↑  Koh 2008，第665頁.
23. ↑  Koh 2008，第668頁.
24. ↑  Koh 2008，第669頁.
25. ↑  Koh 2008，第671-672頁.

### 書目、報告
- Heng, Russell Hiang-Khng; Hew, Denis Wei-Yen. . Singapore: Institute of Southeast Asian Studies. 2003: 38. ISBN 981-230-199-2.
- Koh, David. . Asian Survey (University of California Press). 2008-08-01, 48 (4): 650–672.
- Luong, Hy V. . Asian Survey (University of California Press). 2007-02-01, 47 (1): 168–174.
- Thayer, Carlyle. . Southeast Asian Affairs (Institute of Southeast Asian Studies). 2007, 2007 (1): 379–397  [2015-08-20]. （原始内容存档于2015-10-02）.
- . Báo Sài Gòn Giải phóng (Thành phố Hồ Chí Minh: Đảng bộ Đảng Cộng sản Việt Nam Thành phố Hồ Chí Minh). 2006-04-25  [2015-08-12]. （原始内容存档于2012-10-14） （越南语）.

### 新聞報導、網頁
- 黄海敏. . 中国新闻网. 2006-05-09  [2024-09-07]. （原始内容存档于2024-09-07）.
- . 人民日報. 2006-04-19  [2014-04-03]. （原始内容存档于2014-08-24）.
- . Sài Gòn Giải Phóng English edition (Hồ Chí Minh City Party Committee of the Communist Party of Vietnam). 2006-04-18  [2012-11-04]. （原始内容存档于2010年4月19日）.
- Anh Thi. . Việt Báo. 2006-04-17  [2014-04-04]. （原始内容存档于2014-07-09） （越南语）.
- . The Economist (Hanoi). AFP. 2006-08-03  [2024-09-07]. （原始内容存档于2024-09-07）.
- . Báo điện tử Đảng Cộng sản Việt Nam.   [2014-03-09]. （原始内容存档于2014-10-13） （越南语）.